# Bảo tàng Lịch sử Tự nhiên và Thủy cung ở Kraków
Bảo tàng Lịch sử Tự nhiên và Thủy cung ở Kraków (trước đây là Bảo tàng Viện Khoa học Tự nhiên về Hệ thống và Tiến hóa Động vật PAS) là một thủy cung và bảo tàng công cộng có vị trí tại St. Sebastian 9th ở Kraków, Ba Lan. Có một con tê giác len thời tiền sử được chế tạo thủ công, được bảo quản hoàn hảo, mẫu vật duy nhất được bảo quản hoàn toàn của loài động vật này đã tuyệt chủng hơn 12 nghìn năm trước.

## Lịch sử
Nguồn gốc của bảo tàng là vào năm 1865 khi Kazimierz Wodzicki tập hợp một bộ sưu tập các loài chim đưa cho Hội khoa học Kraków. Ban đầu được đặt trong tòa nhà của chi nhánh Cracow của Viện Hàn lâm Khoa học, ul. Sławkowska. Năm 1888, ông sắp xếp một buổi triển lãm đầu tiên ra mắt công chúng. Năm 1929, bảo tàng đã được làm giàu bằng một mẫu tê giác len độc đáo được tìm thấy ở làng Starunia, gần Stanisławow. Bảo tàng chuyển đến cơ sở hiện tại vào năm 1993.
Trong bảo tàng, có bốn triển lãm thường trực: "Động vật thân mềm", "Trò chuyện với một hòn đá", "Hổ phách trong khoa học và kolekcjonerstwie"., "Động vật Pleistocene Ba Lan." Cũng có một số triển lãm tạm thời. Một trong những triển lãm tạm thời lớn, bảo tàng được tổ chức vào năm 2004, đã được diễn ra. Ở đây có một khu vực gọi là Thủy cung di động lưu hành ở Ba Lan, nơi rất được lòng du khách.
Vào tháng 8 năm 2009, Bảo tàng Khoa học Tự nhiên ISEZ ban đầu bị đóng cửa đối với khách tham quan cho đến khi có thông báo mới và sau đó chuyển thành cái gọi là tạm thời -  bảo tàng sống. Hiện tại, tòa nhà có Thủy cung và Bảo tàng Lịch sử Tự nhiên ở Kraków, mang tính giáo dục, tương tác.
Các bộ sưu tập tự nhiên về động vật học và địa chất của bảo tàng cũng được lưu trữ trong một nhà kho và quản lý bảo tàng, song song với việc Thành phố đang tìm kiếm một trụ sở mới cho bảo tàng (có lẽ nó sẽ là một trong những pháo đài của Cracow). Hiện tại, Bảo tàng Khoa học Tự nhiên ISEZ dựa trên kho lưu trữ bộ sưu tập của họ tổ chức triển lãm tạm thời theo yêu cầu từ các thực thể bên ngoài (ví dụ: Bảo tàng địa chất AGH).

## Triển lãm
Cốt lõi của triển lãm bảo tàng là exotarium và một bể cá. Cơ cấu tổ chức bao gồm bể cá nước ngọt và bể cá nước mặn. Nó cũng có triển lãm tê giác, hóa thạch, khoáng sản.